# Дрена

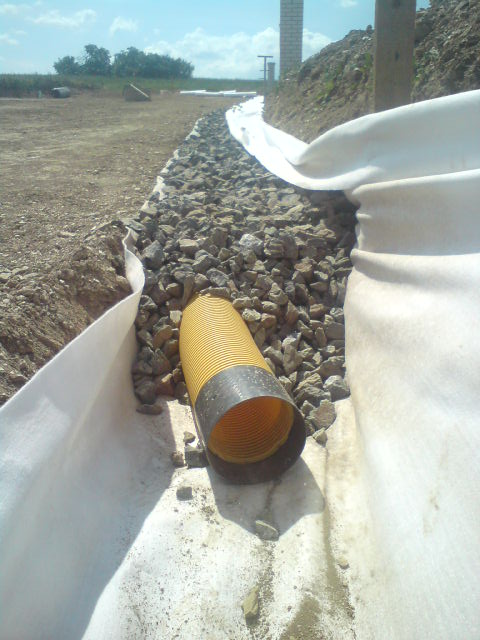
Засипана щебенем дрена.

Дре́на (від фр. drain — «водостік») — підземний штучний водотік (труба чи інша порожнина), призначена для збирання і відведення ґрунтових вод (дренажу) і аерації ґрунту.
Дрени розрізняють за призначенням на осушувачі і колектори.
Залежно від конструкції і матеріалів можна виділити такі типи дрен:
- Трубчасті (керамічні, дерев'яні, пластикові);
- Порожнинні (кротові, щілинні);
- Дрени із заповнювачем (гравійні, фашинні).

Трубчаста дрена — труба, частіше за все зроблена з пластику (ПВХ, поліетилену), споряджена у верхній частині отворами, обгорнута геотекстилем (для запобігання потраплянню в отвори піску і дрібних частинок гумусу) і засипана з усіх боків щебенем, галькою, гравієм.
Порожнинні дрени можуть бути кротовими і щілинними. Кротова дрена — циліндрична порожнина діаметром 6-20 см, схожа на ходи кротів, прокладають такі дрени спеціальними кротовими плугами; слугує вона на пластичних мінеральних ґрунтах 4-5 років. Щілинна дрена має вигляд вузької щілини в ґрунті глибиною близько 90 см, шириною по дну 16, по верху — 4 см; прокладають її дренажно-дисковою машиною.
Дрена із заповнювачем — траншея із засипкою гравієм чи викладенням фашинами.